# Liste der Baudenkmale in Glasow (Vorpommern)
In der Liste der Baudenkmale in Glasow sind alle denkmalgeschützten Bauten der vorpommerschen Gemeinde Glasow und ihrer Ortsteile aufgelistet. Grundlage ist die Veröffentlichung der Denkmalliste des Kreises Uecker-Randow mit dem Stand vom 1. Februar 1996. 

## Baudenkmale nach Ortsteilen

### Glasow
| ID | Lage                     | Bezeichnung                              | Beschreibung                           | Bild |
| -- | ------------------------ | ---------------------------------------- | -------------------------------------- | ---- |
|    | Dorfstraße 26 (Karte)    | Stallspeicher                            | Kleines Bauwerk gegenüber dem Festsaal |      |
|    | Dorfstraße 29 (Karte)    | Gutshaus                                 |                                        |      |
|    | (Karte)                  | Kirche und Kirchhofportal und -mauer     |                                        |      |
|    | (Karte)                  | Kriegerdenkmal 1914/1918 (an der Kirche) |                                        |      |
|    |                          | Kriegerdenkmal 1939/1945 (an der Kirche) |                                        |      |
|    | Randowstraße 3/5 (Karte) | Schule                                   |                                        |      |
|    | Randowstraße 9 (Karte)   | Stall                                    |                                        |      |

## Quelle
- Bericht über die Erstellung der Denkmallisten sowie über die Verwaltungspraxis bei der Benachrichtigung der Eigentümer und Gemeinden sowie über die Handhabung von Änderungswünschen (Stand: Juni 1997)